# Акжайик (Атирауська міська адміністрація)
Акжайи́к (каз. Ақжайық) — колишній аул у складі Атирауської міської адміністрації Атирауської області Казахстану. Входив до складу Баликшинської селищної адміністрації. Ліквідований у 2018 році.
У радянські часи аул називався Ширина.
Населення — 2191 особа (2009; 1888 в 1999).